# Земский собор
Зе́мский собо́р — высшее сословно-представительное учреждение Русского царства с середины XVI до конца XVII века, собрание представителей дворянства и духовенства для обсуждения политических, экономических и административных вопросов.
Земский собор существовал в условиях сословно-представительной монархии наряду с Боярской думой. Последним земским собором принято считать собрание, состоявшееся в 1683—1684 годы по вопросу о «вечном мире» с Речью Посполитой.
В новейшее время земским собором называл себя съезд белых монархистов во Владивостоке летом 1922 года.

## История земских соборов
В 1549 году Иван IV созвал Собор примирения (рассматривал проблему отмены кормлений и злоупотреблений чиновников на местах); впоследствии такие соборы стали называться Земскими (в противоположность соборам церковным — «освящённым»). (До сих пор не подтверждена просматривающаяся логическая связь между новгородским классом своеземцев и Земским собором в едином централизованном русском государстве.) Собор 1549 г. продолжался два дня, он был созван для решения вопросов о новом царском Судебнике и о реформах «Избранной рады». В процессе собора выступал царь, бояре, позже состоялось заседание Боярской думы, принявшей положение о неподсудности (кроме как по крупным уголовным делам) боярских детей наместникам. По мнению И. Д. Беляева, в первом Земском Соборе участвовали выборные от всех сословий. Царь испросил у бывших на соборе святителей благословение исправить Судебник «по старине»; затем объявил представителям общин, что по всему государству, по всем городам, пригородам, волостям и погостам и даже в частных владениях бояр и других землевладельцев должны быть избраны самими жителями старосты и целовальники, сотские и дворские; для всех областей будут написаны уставные грамоты, при помощи которых области могли бы управляться сами собой без государевых наместников и волостелей.

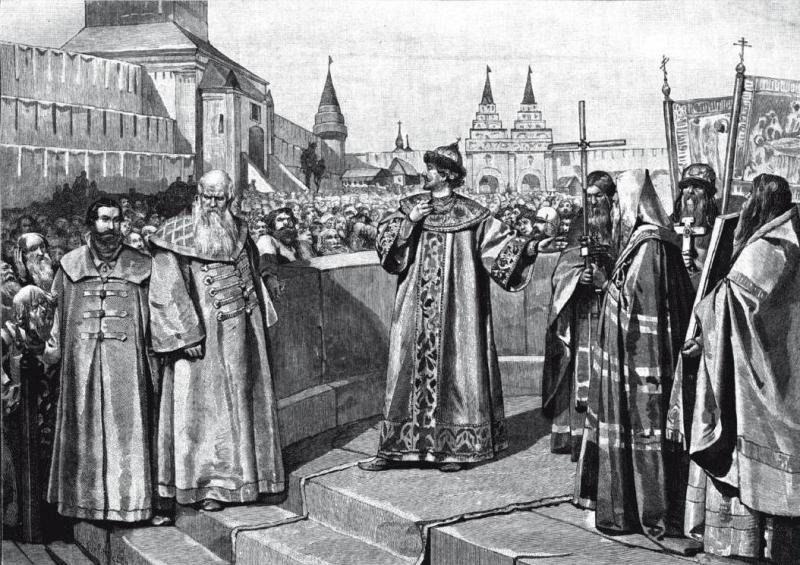
«Царь Иоанн IV открывает первый Земский собор своею покаянною речью». Картина Клавдия Лебедева

Самый ранний собор, о деятельности которого свидетельствует дошедшая до нас Приговорная грамота (с подписями и перечнем участников думного собора) и известия в летописи, состоялся в 1566 г., на нём главным был вопрос о продолжении или прекращении кровопролитной Ливонской войны.
В. О. Ключевский определял земские соборы как «особый тип народного представительства, отличный от западных представительных собраний». В свою очередь С. Ф. Платонов считал, что земский собор — это «совет всей земли», состоящий «из трёх необходимых частей»: «освящённого собора русской церкви с митрополитом, позднее с патриархом во главе»; боярской думы; «земских людей, представляющих собой различные группы населения и различные местности государства».
Такие собрания созывались для обсуждения важнейших вопросов внутренней и внешней политики Российского государства, также по делам, не терпящим отлагательства, например, разбирались вопросы войны и мира (о продолжении Ливонской войны), налогов и сборов, преимущественно для военных нужд. Судьбам политического устройства страны были посвящены земские соборы 1565 года, когда Иван Грозный уехал в Александровскую слободу, особое значение имеет приговор, вынесенный земским собранием 30 июня 1611 года в «безгосударное время».

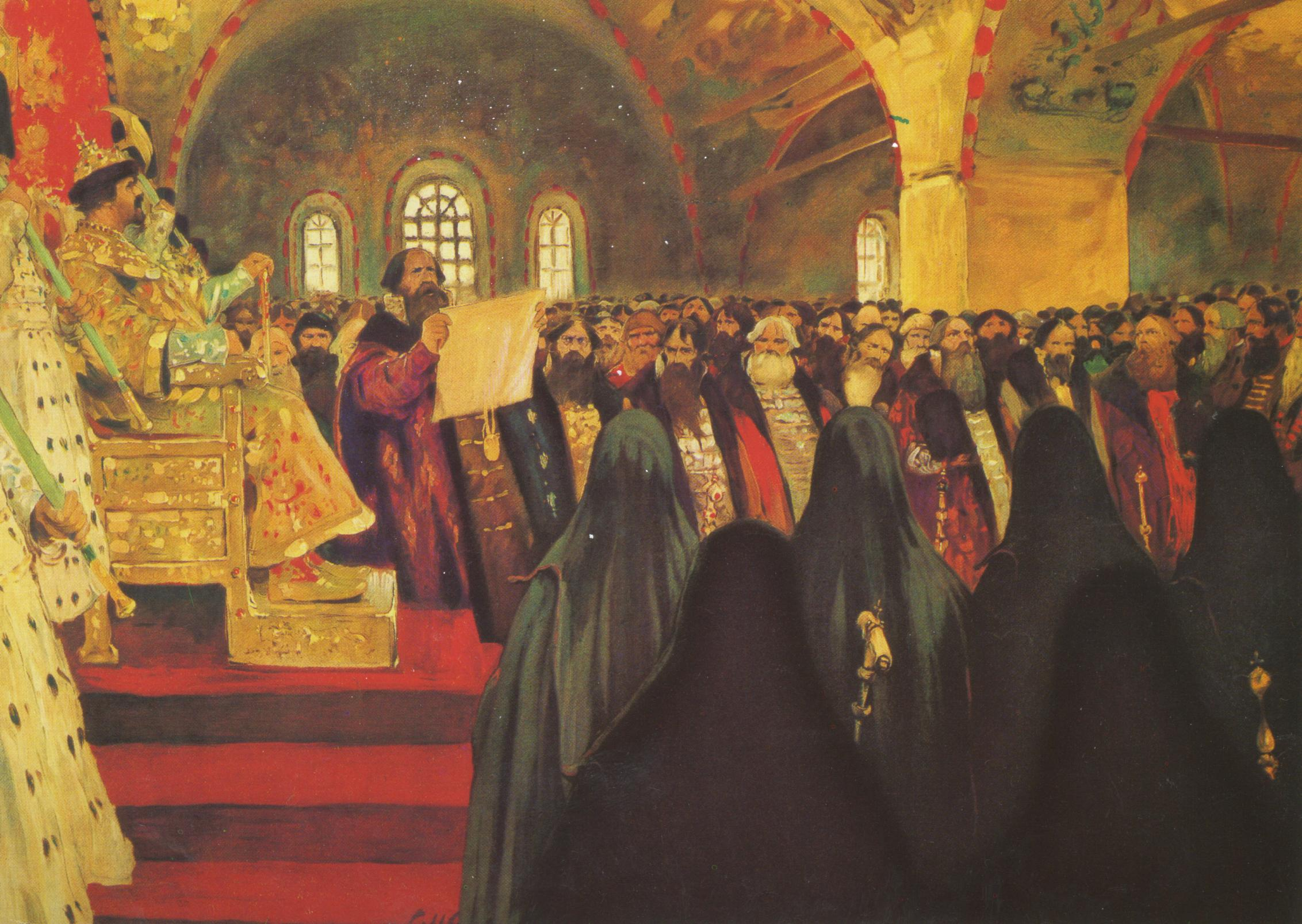
С. В. Иванов. «Земский собор». 1908

История земских соборов — это история внутреннего развития общества, эволюции государственного аппарата, формирования общественных отношений, изменения в сословном строе. В XVI веке только начинается процесс формирования данного общественного института, первоначально он не был чётко структурирован, и его компетенция не была строго определена. Практика созыва, порядок формирования, состав земских соборов долгое время тоже не были регламентированы.
Что касается состава земских соборов, то даже в период царствования Михаила Романова, когда деятельность земских соборов была наиболее интенсивна, состав варьировался в зависимости экстренности решаемых вопросов и от самого характера вопросов. Важное место в составе земских соборов занимало духовенство, в частности, земские соборы февраля — марта 1549 и весны 1551 годом были одновременно и церковными соборами в полном составе, а в остальных московских соборах участвовали только митрополит и высшее духовенство. Участие в соборах духовенства было призвано подчеркнуть легитимность решений, принятых монархом. Б. А. Романов считает, что земский собор состоял как бы из двух «палат»: первую составляли бояре, окольничие, дворецкие, казначеи, вторую — воеводы, княжата, дети боярские, большие дворяне. Ничего не говорится о том, из кого состояла вторая «палата»: из тех, кто оказался в то время в Москве, или из тех, кто был вызван в Москву специально. Данные об участии посадского населения в земских соборах очень сомнительны, хотя решения, принимаемые там, были зачастую очень выгодны верхушке посада. Зачастую обсуждение происходило по отдельности у бояр и окольничих, духовенства, служилых людей, то есть каждая группа по отдельности высказывала своё мнение по данному вопросу.

## Периодизация земских соборов
Список Земских соборов
Можно выделить шесть периодов в работе земских соборов:

### При Иване Грозном
История земских соборов начинается во время правления Ивана IV Грозного. Первый собор состоялся в 1549 году. Соборы, созываемые в данный период, продолжались вплоть до 1584 года.

### От смерти Ивана Грозного до падения Василия Шуйского

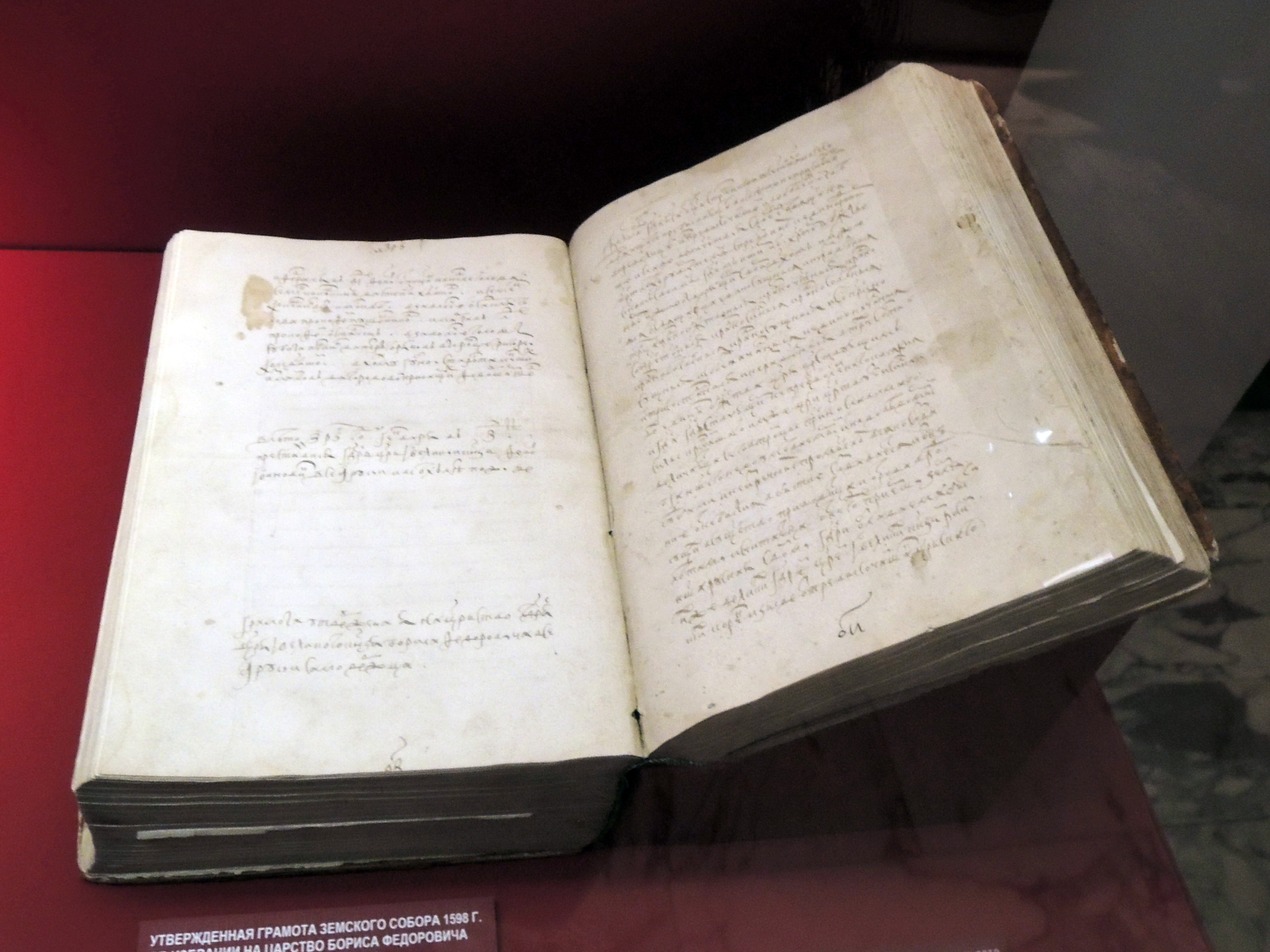
Грамота об избрании на царство Бориса Годунова

Начиная со смерти Ивана Грозного и вплоть до падения Шуйского (1584—1610 гг) соборы выполняли функцию избрания на царство.

### Ополчения
С 1610 по 1613 годы земский собор при Ополчениях превращается в орган верховной власти (и законодательной, и исполнительной), решающий вопросы внутренней и внешней политики. Именно в этот период времени земский собор играл наиболее важную и существенную роль в общественной жизни России.

### 1613—1622 гг.
Собор действует почти непрерывно, но уже в качестве совещательного органа при царской власти. Решает текущие административные и финансовые вопросы. Царская власть стремится опереться на земские соборы при проведении финансовых мероприятий: сбор пятинных денег, восстановление подорванного хозяйства, ликвидация последствий интервенции и предотвращение новой агрессии со стороны Польши. С 1622 года деятельность соборов прекращается до 1632 года.

### 1632—1653 гг.
Соборы собираются сравнительно редко, но для решения важных вопросов как внутренней политики: составление Уложения, восстание в Пскове, так и внешней: русско-польские и русско-крымские отношения, присоединение Малороссии, вопрос об Азове. В этот период активизируются выступления сословных групп, предъявляющих требования правительству, не столько посредством земских соборов, сколько через подаваемые челобитные. В 1649 году на Земском соборе был принят свод законов Русского государства — «Соборное уложение 1649 года».

### 1653—1684 гг.
Значение земских соборов снижается (небольшой взлёт наблюдался в 80-х годах). Последний собор в полном составе собирался в 1653 г. по вопросу о принятии Запорожского Войска в состав Московского государства.
В 1684 году состоялся последний земский собор в российской истории. Он решал вопрос о вечном мире с Речью Посполитой. После этого земские соборы больше не собирались, что стало результатом проводимых Петром I реформ всего общественного устройства России и укрепления самодержавия.

## Предложения о созыве в позднейшие эпохи
В Российской империи идея созыва земского собора предлагалась (дабы «покончить прежде всего с этой бедой, со смутой и со смутьянами») славянофилом П. Д. Голохвастовым в его письме от 10 декабря 1879 года члену Государственного совета (впоследствии обер-прокурор Святейшего Синода) К. П. Победоносцеву; письмо было передано Цесаревичем Александром Александровичем императору Александру II, который оставил отметку: «Прочёл <…> с любопытством и нашёл много справедливого». Сохранилась переписка Александра II с членами Государственного совета зимой 1879—1880 гг. по поводу возможности созыва Земского собора по случаю 25-тилетнего юбилея правления. Покушение, организованное Степаном Халтуриным, в очередной раз выявило плохой уровень безопасности, и на время отодвинуло вопрос о созыве. Смерть первой супруги, императрицы Марии Александровны, и женитьба на княгине Юрьевской, окончательно отвлекли императора от проекта, хотя назначенный министром внутренних дел Лорис-Меликов продолжал разработку околоконституционных проектов по устройству законосовещательных органов.
В начале мая 1882 года министр внутренних дел граф Н. П. Игнатьев представил императору Александру III проект (Б. Б. Глинский писал, что проект был составлен Голохвастовым при содействии И. С. Аксакова) Высочайшего манифеста (помечен 6 мая 1882 года), предлагавший созыв земского собора одновременно с коронацией императора в Москве; проект в мае 1882 года был отвергнут Александром. Имевший тогда значительное влияние на императора Победоносцев писал Александру III в письме от 11 марта 1883 года: «<…> Кровь стынет в жилах у русского человека при одной мысли о том, что произошло бы от осуществления проекта графа Лорис-Меликова и друзей его. Последующая фантазия гр. Игнатьева была ещё нелепее, хотя под прикрытием благовидной формы земского собора. Что сталось бы, какая вышла бы смута, когда бы собрались в Москве для обсуждения неведомого чего расписанные им представители народов и инородцев империи, объемлющей вселенную <…>». Александр III как и его отец рассматривал идею созыва Земского собора, однако неуверенность в реакции общества и неприязненные настроения сановников (вплоть до пассивного саботажа созыва) вынудили отложить этот вопрос на неопределенное время.

## Приамурский земский собор
Приамурский земский собор открылся 23 июля 1922 года во Владивостоке; его целью было восстановление монархии и учреждение нового органа Верховной власти в Приамурском крае — последнем оплоте Белой Армии. Инициатором созыва собора был генерал-лейтенант Дитерихс и Приамурское Временное правительство.
Собор принял решения о признании власти Дома Романовых, обращении к Романовым с просьбой указать Верховного правителя, и избрании генерала Дитерихса в качестве временного правителя. Заключительное заседание Собора состоялось 10 августа 1922 года, а уже в октябре атаки красноармейцев и партизан привели к поражению Белой армии.